# Tirreno-Adriatico 1987
La Tirreno-Adriatico 1987, ventiduesima edizione della corsa, si svolse dal 12 al 18 marzo 1987 su un percorso di 939,15 km, suddiviso su 6 tappe, precedute da un prologo. La vittoria fu appannaggio del danese Rolf Sørensen, che completò il percorso in 25h22'21", precedendo l'italiano Giuseppe Calcaterra e lo svizzero Tony Rominger.

## Tappe
| Tappa  | Data     | Percorso                                                                | km     | Vincitore di tappa | Leader cl. generale |
| ------ | -------- | ----------------------------------------------------------------------- | ------ | ------------------ | ------------------- |
| Pr.    | 12 marzo | Lido di Latina > Latina (cron. individuale)                             | 8      | Lech Piasecki      | Lech Piasecki       |
| 1ª     | 13 marzo | Latina > Arpino                                                         | 213    | Teun van Vliet     | Teun van Vliet      |
| 2ª     | 14 marzo | Arpino > Paglieta                                                       | 182    | Moreno Argentin    | Teun van Vliet      |
| 3ª     | 15 marzo | Pineto > Porto Recanati                                                 | 154    | Giuseppe Saronni   | Teun van Vliet      |
| 4ª     | 16 marzo | Porto Recanati > Fermo                                                  | 181    | Moreno Argentin    | Teun van Vliet      |
| 5ª     | 17 marzo | Grottammare > Monteprandone                                             | 186,5  | Sergio Finazzi     | Teun van Vliet      |
| 6ª     | 18 marzo | San Benedetto del Tronto > San Benedetto del Tronto (cron. individuale) | 14,65  | Rolf Sørensen      | Rolf Sørensen       |
| Totale | Totale   | Totale                                                                  | 939,15 |                    |                     |

## Dettagli delle tappe

### Prologo
- 12 marzo: Lido di Latina > Latina - (cron. individuale) – 8 km

Risultati
| Pos. | Corridore         | Squadra            | Tempo |
| ---- | ----------------- | ------------------ | ----- |
| 1    | Lech Piasecki     | Del Tongo-Colnago  | 9'10" |
| 2    | Eric Vanderaerden | Fanini-Seven Up    | a 12" |
| 3    | Guido Bontempi    | Gis Gelati-Ecoflam | a 13" |

| Pos. | Corridore     | Squadra           | Tempo |
| ---- | ------------- | ----------------- | ----- |
| 1    | Lech Piasecki | Del Tongo-Colnago |       |

### 1ª tappa
- 13 marzo: Latina > Arpino – 213 km

Risultati
| Pos. | Corridore        | Squadra                | Tempo    |
| ---- | ---------------- | ---------------------- | -------- |
| 1    | Teun van Vliet   | Panasonic              | 5h38'18" |
| 2    | Steven Rooks     | PDM-Concorde           | a 22"    |
| 3    | Enrico Galleschi | Magniflex-Centroscarpa | s.t.     |

| Pos. | Corridore      | Squadra   | Tempo |
| ---- | -------------- | --------- | ----- |
| 1    | Teun van Vliet | Panasonic |       |

### 2ª tappa
- 14 marzo: Arpino > Paglieta – 182 km

Risultati
| Pos. | Corridore       | Squadra        | Tempo    |
| ---- | --------------- | -------------- | -------- |
| 1    | Moreno Argentin | Gewiss-Bianchi | 4h57'18" |
| 2    | Gianni Bugno    | Atala-Ofmega   | a 22"    |
| 3    | Daniele Caroli  | Ecoflam-BFB    | s.t.     |

| Pos. | Corridore      | Squadra   | Tempo |
| ---- | -------------- | --------- | ----- |
| 1    | Teun van Vliet | Panasonic |       |

### 3ª tappa
- 15 marzo: Pineto > Porto Recanati – 154 km

Risultati
| Pos. | Corridore         | Squadra           | Tempo    |
| ---- | ----------------- | ----------------- | -------- |
| 1    | Giuseppe Saronni  | Del Tongo-Colnago | 4h31'51" |
| 2    | Paolo Cimini      | Remac-Fanini      | s.t.     |
| 3    | Stefano Allocchio | Sup. Brianzoli    | s.t.     |

| Pos. | Corridore      | Squadra   | Tempo |
| ---- | -------------- | --------- | ----- |
| 1    | Teun van Vliet | Panasonic |       |

### 4ª tappa
- 16 marzo: Porto Recanati > Fermo – 181 km

Risultati
| Pos. | Corridore        | Squadra           | Tempo    |
| ---- | ---------------- | ----------------- | -------- |
| 1    | Moreno Argentin  | Gewiss-Bianchi    | 4h35'46" |
| 2    | Mauro Gianetti   | Paini-Sidi        | a 3"     |
| 3    | Maurizio Colombo | Del Tongo-Colnago | a 11"    |

| Pos. | Corridore      | Squadra   | Tempo |
| ---- | -------------- | --------- | ----- |
| 1    | Teun van Vliet | Panasonic |       |

### 5ª tappa
- 17 marzo: Grottammare > Monteprandone – 186,5 km

Risultati
| Pos. | Corridore       | Squadra                | Tempo    |
| ---- | --------------- | ---------------------- | -------- |
| 1    | Sergio Finazzi  | Remac-Fanini           | 5h08'12" |
| 2    | Giuseppe Petito | Gis Gelati-Jollyscarpe | a 3"     |
| 3    | Rolf Gölz       | Superconfex-Yoko       | a 6"     |

| Pos. | Corridore      | Squadra   | Tempo |
| ---- | -------------- | --------- | ----- |
| 1    | Teun van Vliet | Panasonic |       |

### 6ª tappa
- 18 marzo: San Benedetto del Tronto > San Benedetto del Tronto - (cron. individuale) – 14,65 km

Risultati
| Pos. | Corridore         | Squadra           | Tempo  |
| ---- | ----------------- | ----------------- | ------ |
| 1    | Rolf Sørensen     | Remac-Fanini      | 19'00" |
| 2    | Czesław Lang      | Del Tongo-Colnago | a 1"   |
| 3    | Roberto Visentini | Carrera Jeans     | a 8"   |

| Pos. | Corridore           | Squadra        | Tempo     |
| ---- | ------------------- | -------------- | --------- |
| 1    | Rolf Sørensen       | Remac-Fanini   | 25h22'21" |
| 2    | Giuseppe Calcaterra | Atala-Ofmega   | a 5"      |
| 3    | Tony Rominger       | Sup. Brianzoli | a 6"      |

## Classifiche finali

### Classifica generale - Maglia azzurra
| Pos. | Corridore           | Squadra         | Tempo     |
| ---- | ------------------- | --------------- | --------- |
| 1    | Rolf Sørensen       | Remac-Fanini    | 25h22'21" |
| 2    | Giuseppe Calcaterra | Atala-Ofmega    | a 5"      |
| 3    | Tony Rominger       | Sup. Brianzoli  | a 6"      |
| 4    | Teun van Vliet      | Panasonic       | a 13"     |
| 5    | Francesco Moser     | Sup. Brianzoli  | a 22"     |
| 6    | Jesper Worre        | Selca-Thermomec | a 28"     |
| 7    | Guido Winterberg    | Toshiba-Look    | s.t.      |
| 8    | Franco Chioccioli   | Gis Gelati      | a 31"     |
| 9    | Giuseppe Petito     | Gis Gelati      | a 36"     |
| 10   | Daniele Caroli      | Ecoflam-BFB     | a 49"     |